# Georg Wilhelm Schimper
Pour les articles homonymes, voir Schimper.
Georg Heinrich Wilhelm Schimper, né le 19 août 1804 à Mannheim (électorat de Bade), mort en octobre 1878 à Adoua (Éthiopie), est un botaniste et naturaliste badois. Il était le frère du naturaliste Karl Friedrich Schimper.
Il à vécu en Algérie, une de ces déclarations il avoue qu'il n'as pas trouvé d'analphabètes en Algérie.

## Biographie
Wilhelm Schimper étudia l'histoire naturelle à Munich, et travailla pendant un court laps de temps avec le géologue Louis Agassiz en tant que dessinateur et illustrateur. Dans les années 1830, il fit des recherches botaniques en Afrique du Nord, publiant ses découvertes dans un livre intitulé Reise nach Algier 1831-1832 (« Voyage à Alger 1831-1832 »).
En 1836, il s'installa en Éthiopie, et pendant sa carrière éthiopienne il résida successivement dans les provinces du Tigray et du Simen. Il fut pendant un certain temps gouverneur d'Enticho, district du Tigray, sous la coupe du dejazmach (commandant) Wube Hayle Maryam. Le dejazmach Wube l'a également marié à Mirritsit, femme issue d'une famille notable d'Adoua, qui lui donna plusieurs enfants. Malgré son incarcération à Magdala par l'empereur Téwodros II, il n'a pas subi d'autres pertes sérieuses durant cette période troublée.
Pendant son séjour en Éthiopie, il entretint une correspondance avec plusieurs botanistes en Europe, et apporta d'estimables contributions aux collections d'histoire naturelle à Paris et Berlin, et fut collecteur pour la société scientifique Unio Itineraria (en) du royaume de Wurtemberg. Schimper est mort à Adoua.
L'adjectif spécifique schimperiana est attaché à diverses espèces de plantes, dont Habenaria schimperiana, Pyrrosia schimperiana et Festuca schimperiana.